# Fachkommission Integrationsfähigkeit

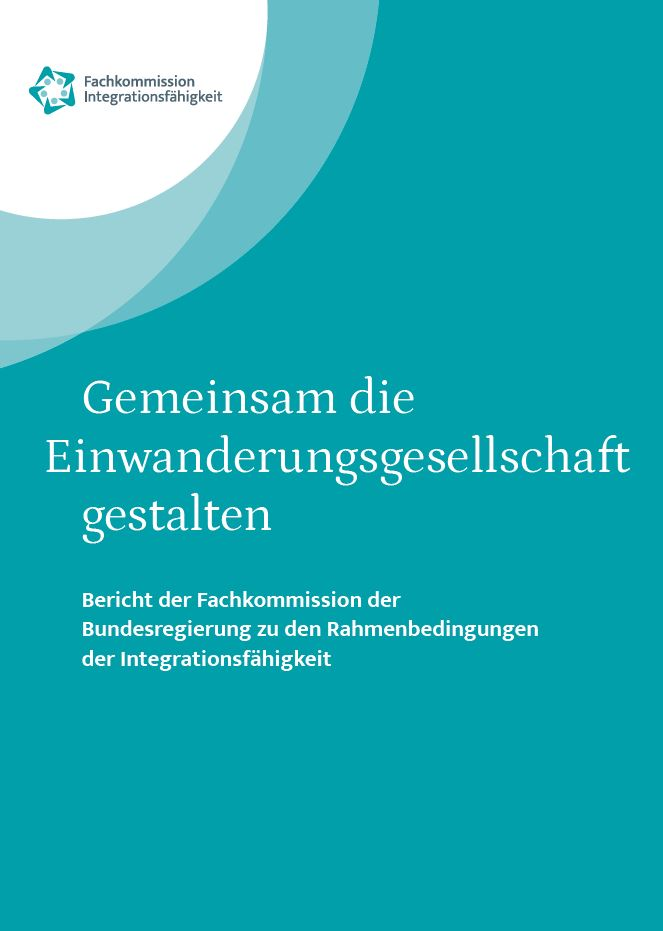
Cover des Berichts der Fachkommission Integrationsfähigkeit

Die Fachkommission Integrationsfähigkeit, Langbezeichnung Fachkommission der Bundesregierung zu den Rahmenbedingungen der Integrationsfähigkeit, bestand aus 25 Mitgliedern aus Wissenschaft und Praxis, die zwischen dem 20. Februar 2019 und dem 20. Januar 2021 in 23 Monaten nach Vereinbarung im Koalitionsvertrag einen Bericht mit mittel- bis langfristigen integrationspolitischen Empfehlungen erarbeitet und an die Bundesregierung übergeben hat.

## Entstehung
Im Koalitionsvertrag im Kapitel VIII „Zuwanderung steuern – Integration fordern und unterstützen“ heißt es insoweit: „Es soll eine Fachkommission der Bundesregierung eingesetzt werden, die sich mit den Rahmenbedingungen der Integrationsfähigkeit befasst und einen entsprechenden Bericht dem Deutschen Bundestag zuleitet.“
Das Bundeskabinett hat im April 2018 zunächst das Bundesministerium des Innern, für Bau und Heimat (BMI), das Bundesministerium für Arbeit und Soziales (BMAS) und die Beauftragte der Bundesregierung für Migration, Flüchtlinge und Integration (IntB) zu den drei Federführern innerhalb der Bundesregierung bestimmt. Auf Grundlage der Planungen für die Fachkommission und der Entscheidung, dass die Bundesregierung die Arbeit durch eine bei der IntB eingerichtete Geschäftsstelle begleitet und unterstützt, hat das Bundeskabinett am 30. Januar 2019 die insgesamt 24 Mitglieder der Fachkommission der Bundesregierung zu den Rahmenbedingungen der Integrationsfähigkeit berufen. Die Kommission hat am 20. Februar 2019 ihre Arbeit aufgenommen. Die Übergabe des Berichts an die Bundesregierung erfolgte am 20. Januar 2021. Der Bericht ist am Tag der Übergabe auch dem Deutschen Bundestag und dem Bundesrat übermittelt worden.

## Ziel, Auftrag und Arbeitsweise
Ziel der Kommission war es, „die wirtschaftlichen, arbeitsmarktpolitischen, gesellschaftlichen und demografischen Rahmenbedingungen für Integration zu beschreiben und Vorschläge für Standards zu machen, wie diese verbessert werden können.“ Der Terminus der Integrationsfähigkeit, den der Koalitionsvertrag verwendet, findet eine gesetzliche Referenz in § 1 Abs. 1 AufenthG:
(1) Das Gesetz dient der Steuerung und Begrenzung des Zuzugs von Ausländern in die Bundesrepublik Deutschland. Es ermöglicht und gestaltet Zuwanderung unter Berücksichtigung der Aufnahme- und Integrationsfähigkeit sowie der wirtschaftlichen und arbeitsmarktpolitischen Interessen der Bundesrepublik Deutschland. Das Gesetz dient zugleich der Erfüllung der humanitären Verpflichtungen der Bundesrepublik Deutschland. Es regelt hierzu die Einreise, den Aufenthalt, die Erwerbstätigkeit und die Integration von Ausländern. Die Regelungen in anderen Gesetzen bleiben unberührt.
Die Übergabe des Berichts war zunächst für den 17. Juni 2020 geplant; hierfür wollte die Fachkommission insgesamt 8 mal als Plenum tagen, jeweils aufgrund der Herkunft der beiden Vorsitzenden in Bonn und in Berlin. Die Arbeit erfolgte außerdem in Gestalt von Arbeitsgruppen oder im unmittelbaren Austausch zwischen den Mitgliedern.
Aufgrund der Covid-19-Pandemie musste die Arbeit ab März 2020 komplett im digitalen Austausch erfolgen. Die Fachkommission hat sodann auch ihre zeitliche Planung angepasst und das Übergabedatum auf den 20. Januar 2021 korrigiert.

## Kernbotschaften der Fachkommission
Die Fachkommission Integrationsfähigkeit formuliert in ihrem Abschlussbericht vierzehn Kernbotschaften.
Die ersten Kernbotschaften befassen sich mit der bewussten Anerkennung von „Deutschland als vielfältigem Einwanderungsland“ sowie der Forderung nach Anerkennung und „Teilhabe von Eingewanderten und ihren Nachkommen“ in gesellschaftlichen Bereichen wie „Politik, Verwaltung, Wirtschaft, Wissenschaft, Kultur, Medien und Zivilgesellschaft“ (Kernbotschaft 1, 2, 5).
Im Zusammenhang mit der Integration entstehende mögliche Zielkonflikte und Aufgaben müssen „bewusst“, „humanitär“ und „solidarisch“ gelöst werden. Dazu gehöre ein „konstruktiver Streit über Konflikte […] und die Suche nach Kompromissen.“ (Kernbotschaft 3 und 4).
Des Weiteren wird gemahnt, dass Diskriminierung weiterhin in Deutschland verbreitet sei und daher „nachhaltig bekämpft“ werden müsse. (Kernbotschaft 6).
Gängige Begriffe seien zu hinterfragen. So sei der Terminus „Migrationshintergrund“ durch den Begriff „Eingewanderte und ihre (direkten) Nachkommen“ zu ersetzen. Die Fachkommission sei sich jedoch einig, dass auch dieser Begriff Probleme aufwerfe. (Kernbotschaft 7). In dem entsprechenden Kapitel 5.8 im Bericht erläutert die Fachkommission genau, welche konzeptionellen Veränderungen sie mit dem Vorschlag verbindet. Als Eingewanderte sollen nur diejenigen bezeichnet werden, die tatsächlich selbst eingewandert sind; eine statistische Erfassung von deren Kindern („ihre (direkten) Nachkommen“) solle nur noch erfolgen, wenn beide Elternteile eingewandert sind. Eine weitere statistische Erfassung ab der sog. 2. Generation findet nach dem Vorschlag nicht mehr statt. Es geht somit primär nicht um den Begriff, sondern um eine Veränderung des Konzepts, das zu einer differenzierenden Betrachtung beiträgt.
Insbesondere „Chancengleichheit in der Bildung“ sei unabdingbar: Der Staat steh[e] daher in der Pflicht, eine chancengerechtere Bildung in Deutschland zu gewährleisten. Auch wenn es „erhebliche Fortschritte“ bei den Integrationsergebnissen gebe, können Eingewanderte ihre im Ausland erworbenen Kenntnisse und Fähigkeiten oft nicht nutzen. Bildungs- und Arbeitsmarktpolitik werden aufgerufen, allen Menschen den Erwerb von „Basiskompetenzen“ (auch Deutschkenntnissen) zu ermöglichen, „die für eine aktive Teilhabe und Teilnahme in Gesellschaft und Arbeitsmarkt erforderlich sind.“ Auch eine weitere Vereinfachung von Erwerbsmigration nach Deutschland sei insbesondere auch im Zusammenhang mit einem demografischen Wandel vonnöten. (Kernbotschaft 8, 9, 10).
Die Fachkommission verweist darauf, dass in besonderem Maße Eingewanderte durch „strukturelle Hemmnisse“ der Zugang zu Wohnraum und anderer Infrastruktur erschwert werde. Quartiere, die „besondere Integrationsleistungen erbringen“, seien durch „aktive Wohnungs- und Bodenpolitik“ zu stärken. Auch der Zugang zum Gesundheitssektor sei „gleichberechtigt und diskriminierungsfrei“ zu gestalten. Im Durchschnitt seien Eingewanderte und ihre Nachkommen hier noch schlechter gestellt. (Kernbotschaft 11 und 12).
Die Bekämpfung von „Rassismus, Hasskriminalität und Terrorismus, […] insbesondere Rechtsextremismus und Rechtsterrorismus“ sei eine „Daueraufgabe der Sicherheitsbehörden und aller Menschen in Deutschland.“ Verschiedene Formen von Extremismus dürfen nicht gegeneinander ausgespielt werden (Kernbotschaft 13).
Die 14. Kernbotschaft appelliert daran, dass „Integration [...] eine Kernaufgabe für die Zukunft“ sei.

## Rezeption
Der Vorschlag, den Begriff „Migrationshintergrund“ durch „Eingewanderte und ihre (direkten) Nachkommen“ zu ersetzen, stieß unmittelbar nach Verkündung des Abschlussberichts auf ein großes mediales Interesse. Vgl. hierzu auch die obigen Ausführungen zur Kernbotschaft 7.

## Reaktionen auf den Abschlussbericht
Bundestagsabgeordnete wie Christoph Bernstiel und Marian Wendt zeigten sich enttäuscht vom Abschlussbericht. Sie hätten den Arbeitsauftrag anders verstanden und daher von der Kommission Lösungsvorschläge für Integrationsprobleme erwartet und keine Diskussionen über Begrifflichkeiten. Die Fachkommission habe nach ihrer Ansicht den Arbeitsauftrag bewusst ignoriert, und sich stattdessen zu allgemeinen integrationspolitischen Fragestellungen relativ einseitig positioniert, kommentierte Christoph de Vries. Der Präsident der Bundesarbeitsgemeinschaft der Immigrantenverbände in Deutschland Ali Ertan Toprak behauptete und beklagte den angerichteten Schaden des Abschlussberichtes, mit dem die Arbeit der vorherigen Kommissionen und Beiräte im Bundeskanzleramt seit 2006 zunichtegemacht worden sei.

## Mitglieder der Fachkommission
Der Fachkommission gehören 24 Persönlichkeiten aus Wissenschaft und Praxis an. Es finden sich in der folgenden Darstellung jedoch 25 Namen, da die auf das Forschungszentrum des BAMF bezogene Position abwechselnd von Nina Rother und Susanne Worbs wahrgenommen wird.

### Vorsitzende
- Derya Çağlar (* 1982), Mitglied des Abgeordnetenhauses von Berlin
- Ashok-Alexander Sridharan (* 1965), Rechtsanwalt und Oberbürgermeister a. D. der Bundesstadt Bonn

### Weitere Mitglieder
- Petra Bendel (* 1965), Professorin für Politische Wissenschaft
- Herbert Brücker
- Havva Engin
- Viola Georgi
- Barbara John (* 1938), Politikerin und Diplompolitologin
- Hacer Kirli
- Martin Kroh
- Thomas Liebig
- Stefan Löwl (* 1974), Politiker
- Bettina Reimann
- Oliver Razum
- Andreas Rödder (* 1967), Historiker (ausgeschieden)
- Nina Rother / Susanne Worbs, Bundesamt für Migration und Flüchtlinge
- Anita Schneider (* 1961), Politikerin
- Norbert Seitz
- Yasemin Shooman (* 1980), Historikerin
- Petra Stanat, Leiterin des wissenschaftlichen Bereichs des IQB
- Daniel Thym (* 1973), Jurist und Hochschullehrer
- Annette Treibel-Illian (* 1957), Professorin für Soziologie
- Hacı-Halil Uslucan (* 1965), Professor für Moderne Türkeistudien
- Hans Vorländer (* 1954), Politikwissenschaftler
- Andreas Zick (* 1962), Sozialpsychologe

## Vergleichbare andere Kommissionen
Zu Beginn der Jahrtausendwende hat die Unabhängige Kommission „Zuwanderung“ – die auch als Süssmuth-Kommission bekannt geworden ist – prägend im Bereich des Politikfeldes Migration und Integration gearbeitet. Die Kommission wurde am 12. September 2000 vom Bundesminister des Innern Otto Schily eingesetzt. Ihr gehörten 21 Mitglieder an. In ihrem Abschlussbericht bekannte sie: „Deutschland ist faktisch ein Einwanderungsland.“ Im Juli 2001 beendete die Süssmuth-Kommission ihre Arbeit und gilt als Vorlauf für das später vom Bundestag verabschiedete Zuwanderungsgesetz. Den Bericht der Süssmuth-Kommission gibt es auch in einer Kurzfassung.
Der Fachkommission Integrationsfähigkeit nachgebildet wurde die Fachkommission Fluchtursachen, die ebenfalls in Umsetzung eines Auftrages aus dem Koalitionsvertrag eingesetzt worden ist.